# Шортбред
Шортбред или шорти је традиционални шкотски бисквит који се обично прави од једног дела белог шећера, два дела путера и три до четири дела обичног пшеничног брашна. За разлику од многих других кекса и пецива, пециво не садржи квасац, као што су прашак за пециво или сода бикарбона. Везује са са Божићним и Хогманајским свечаностима у Шкотској. Поједини шкотски брендови шортбреда се извозе широм света.

## Историја
Пециво је настало у Шкотској. Иако је припреман током већег дела 12. века, и вероватно је рецепт развијан приликом размене са француским посластичарима током Старог савеза између Француске и Шкотске, префињеност пецива се популарно приписује Мери Стјуар, краљици Шкотске у 16. веку. Ова врста пецива је печена, исечена на троугласте кришке и зачињена кимом.Први штампани рецепт, 1736. године, дала је Шкотланђанка по имену госпођа МекЛинток.
Пециво је тада било скупо и резервисано је као луксуз за посебне прилике као што су Божић, Хогманај (шкотска Нова година) и венчања. У Шкотској је постојала традциија ломљења украшене торте од кратког колача преко главе нове невесте на улазу у њену нову кућу. Јело се носи и као поклон.

## Име
Јело је тако названо због своје мрвичасте текстуре (од старог значења речи „кратко“, за разлику од „дугачког“, или растегљивог). Узрочник овакве текстуре је висок садржај масти кроз путер. Кратка или мрвљива текстура је резултат тога што маст инхибира формирање дугих протеинских (глутенских) делова. Сродна реч „скраћивање“ односи се на било коју маст која се може додати да би се добила „кратка“ (мрвљива) текстура 
У британском енглеском, шортбред и шорткејк су били синоними неколико векова, почевши од 1400-их; оба су се односила на хрскаву, мрвљиву печену храну налик колачићима, а не на меканију торту.
„Шорткеј“ који се помиње у Шекспировој драми Веселе жене Виндзорске, први пут објављеној 1602. године, био је референца на колачић у стилу колача.
У америчком енглеском, шортвред се разликује од шорткејка. Торта обично садржи хемијски агенс за дизање као што је прашак за пециво, који му даје другачију, мекшу текстуру, а обично је подељен у делове и пуњен воћем. Најпопуларнији пример ове разлике је шорткејк са јагодама.
Други састојци се често замењују делом брашна да би се променила текстура. Пиринчано брашно или гриз га чини пјескавијим, а кукурузно брашно чини мекшим.
Модерни рецепти такође често одступају од оригинала тако што се шећер дели на једнаке делове гранулираног и шећера у праху, а многи додају и одређену количину соли.
Могу се додати зачини и састојци као што су бадеми.

## Културолошки значај
У древном шкотском фолклору, торте у облику сунца, као што је шортбред, имале су магијску моћ над Сунцем током шкотске Нове године.
Пециво се углавном везује за Шкотску одакле и потиче, али се због своје популарности прави и у остатку Уједињеног Краљевства, а слични кекси се праве и у Данској, Ирској и Шведској. Шкотска верзија је најпознатија и широко се извози.
Шкотски кувар Џон Квигли из Глазгова, описује јело као „драгуљ у круни“ шкотског пекарства.
Рани варијетет јела, који је користио ђумбир, наводно се јео током седница шкотског парламента, па се због тога та сорта понекад називала „парламентска торта“ или „парлиес“ у 19. веку. Кекси су продавани у таверни и продавници госпође Флокхарт у улици Бристо у у Единбургу . Позната као Luckie Fykie, сматрало се да је газдарица инспирација за госпођу Флокхарт у Веверлију Волтера Скота.
У пореском закону Уједињеног Краљевства, пециво се опорезује као кондиторска индустрија (печено добро), а не као обичан кекс